# Lepidiolamprologus kendalli
 Lepidiolamprologus kendalli  ist ein im Süden des ostafrikanischen Tanganjikasees endemisch vorkommender Buntbarsch. 

## Beschreibung

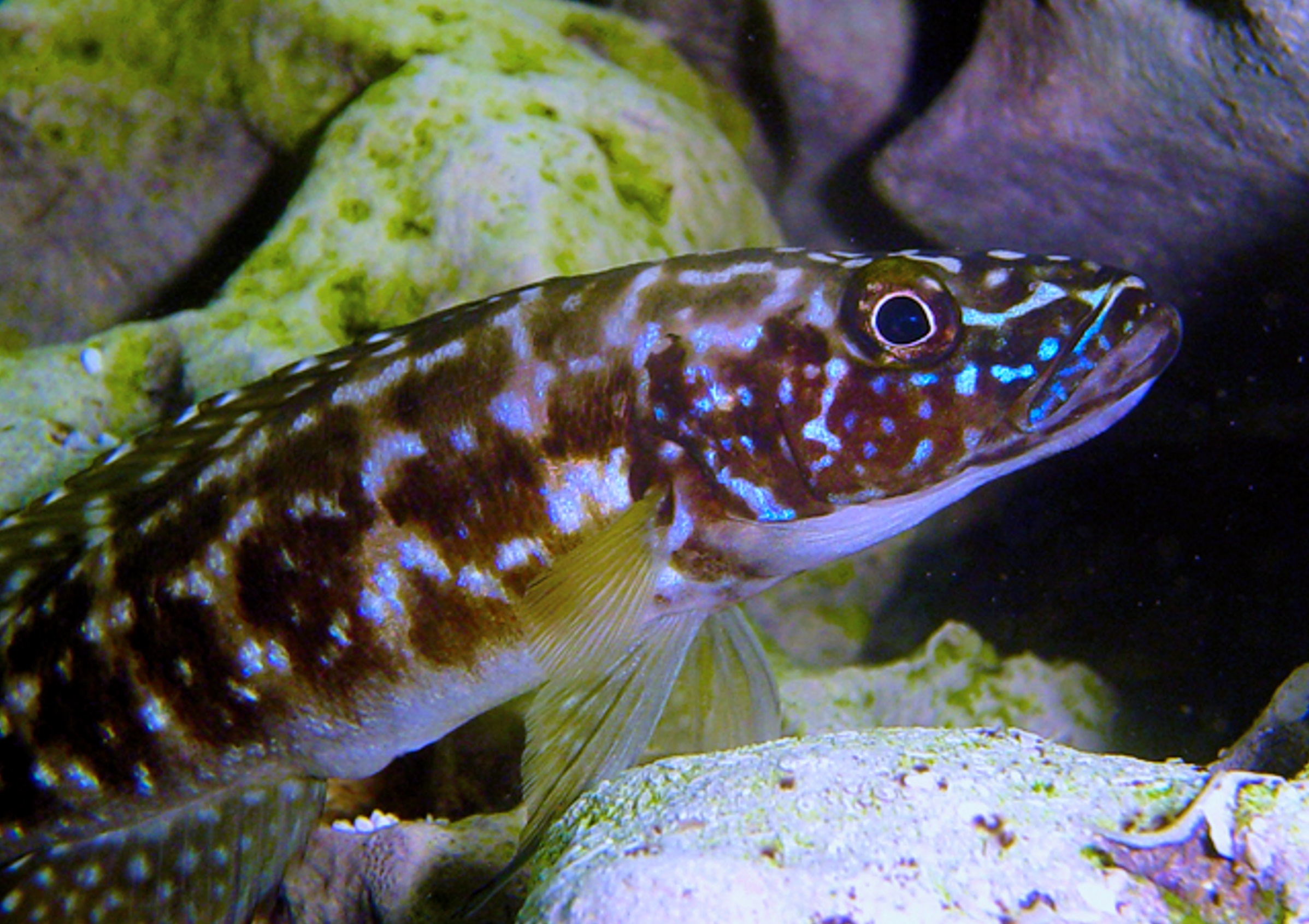
Lepidiolamprologus kendalli

Lepidiolamprologus kendalli erreicht eine Länge von 15 bis 16 cm und hat einen schlanken und langgestreckten Körper. Die Grundfärbung ist sepiabraun bis braunschwarz. Darauf zeigt sich ein Muster von drei bis fünf wellenförmigen oder in unregelmäßigen Zickzacklinien verlaufenden, waagerechten, gelblichen oder weißgrünlichen Streifen.
- Flossenformel: Dorsale XVIII/10–11; Anale V/8–9.
- Schuppenformel 56/26 (SL), 66–73 (mLR)
- Kiemenrechen: 10[2]

## Lebensweise
Lepidiolamprologus kendalli lebt bis in Tiefen von 40 Metern an der Felsküste des Tanganjikasee. Die Fische halten sich immer nahe dem Untergrund auf und leben solitär. Sie bewegen sich Hechten gleich als langsame Lauerjäger und überwältigen ihre aus kleinen Fischen bestehende Beute in einem plötzlichen Überraschungsangriff. Die Fische laichen in Höhlen und ein Gelege kann aus mehreren hundert Eiern bestehen.

## Systematik
Die Art wurde 1977 durch den belgischen Ichthyologen Max Poll und seinen Kollegen D. J. Stewart unter der Bezeichnung Lamprologus kendalli erstmals wissenschaftlich beschrieben und nach dem amerikanischen Ökologen  Robert L. Kendall benannt, der die Typusexemplare fing. Im Jahr 1978 beschrieb der deutsche Ichthyologe Wolfgang Staeck eine sehr ähnliche, an der sambischen Küste vorkommende Art unter der Bezeichnung Lamprologus nkambae. Beide Arten wurden 1991 durch Maréchal und Poll in die Gattung Lepidiolamprologus überführt, die sich vor allem durch ihre zahlreichen, besonders kleinen Schuppen von Lamprologus unterscheidet. Lepidiolamprologus nkambae wird bei Fishbase nicht mehr als eigenständige Art geführt, sondern gilt als Synonymbeschreibung.